# الخنب (حزم العدين)

تعديل مصدري - تعديل

الخنب هي إحدى قرى عزلة حقين بمديرية حزم العدين التابعة لمحافظة إب، بلغ تعداد سكانها 149 نسمة حسب تعداد اليمن لعام 2004.